# 血親
血親指有血缘关系的亲属，或是有法律關係的親屬。一个人和另一个人生育的所有后代，以及这些后代之间，都是血亲关系。血亲是一个生物学概念，但在法学、社会学等学科中也大量出现。在生物学理论上，由于任何两个生物個體追溯足够多代，总可以找到共同的祖先，因此嚴格來說全世界所有人都是血亲（谱系崩溃），這包括20親等的血親在內。现实中，如果在所有能够得到的资讯中两个人找不到共同的祖先，则他们不被视为血亲。實際上，只要不是羅馬法的八親等（或更近）的血親，一般都不會被視為血親。

## 亲等计算法

### 罗马法亲等计算法
根据罗马法，血亲计算如下：
1. 直系血亲计算法
从己身往上数，每经一代为一等亲；从己身往下数，每经一代也是一等亲。比如，一个人与其父母为一亲等直系血亲，与其祖父母、外祖父母为二亲等直系血亲；与其子女为一亲等直系血亲，与其孙子女、外孙子女为二亲等直系血亲。
2. 旁系血亲计算法
从己身上数至共同的直系血亲，再由共同的直系血亲下数至所要计算的亲属，其世代相加之数，就是己身与所指亲属的亲等数。譬如一个人和他的亲兄弟姐妹是二親等旁系血亲；和他的舅舅是三親等旁系血亲；和他的舅舅的女儿（表姐妹）是四親等旁系血亲。

### 教会法亲等计算法
根据中世纪欧洲教会法，血亲计算如下：
1. 直系血亲计算法
和罗马法亲等计算法相同
2. 旁系血亲计算法
从己身上数至共同的直系血亲，再从所指亲属也上数至共同的直系血亲。取数目较大者为血亲代数。譬如一个人和他的亲兄弟姐妹是一亲等旁系血亲；和他的舅舅或者他的舅舅的女儿（表姐妹）是二亲等旁系血亲。

## 现代法律定义

### 中華民國民法定義的血親
- 直系與旁系血親
按照民法第967條的規定，血親可以分為直系血親以及旁系血親兩種：
  1. 稱直系血親者，謂己身所從出或從己身所出之血親。（第1項）
  2. 稱旁系血親者，謂非直系血親，而與己身出於同源之血親。（第2項）
- 自然血親與擬制血親
基於真實血緣聯絡而生之血親關係為自然血親；若為收養（民法第1072條）等關係（如養父子之間），雖不具真實血緣上的親屬關係，但一經收養，法律上即認其有血親關係，為擬制血親，依中華民國民法第1077條規定，養子女與養父母及其親屬間之關係，除法律另有規定外，與婚生子女同。
- 血親親等的計算
按照民法第968條的規定，「血親親等之計算，直系血親，從己身上下數，以一世為一親等；旁系血親，從已身數至同源之直系血親，再由同源之直系血親，數至與之計算親等之血親，以其總世數為親等之數。」即使用罗马法亲等计算法。
- 婚姻限制

依照民法第 983 條之規定，與左列親屬，不得結婚︰
1. 直系血親及直系姻親。
2. 旁系血親在六親等以內者。但因收養而成立之四親等及六親等旁系血親，輩分相同者，不在此限。
3. 旁系姻親在五親等以內，輩分不相同者。

前項直系姻親結婚之限制，於姻親關係消滅後，亦適用之。
第一項直系血親及直系姻親結婚之限制，於因收養而成立之直系親屬間，在收養關係終止後，亦適用之。

### 中华人民共和国婚姻法定义的血亲
《中华人民共和国婚姻法》（2003年）第二章第七条规定：
|  | 有下列情形之一的，禁止结婚： （一）直系血亲和三代以内的旁系血亲； （二）患有医学上认为不应当结婚的疾病。 |

这个定义既不是使用罗马法亲等计算法，也不是使用教会法亲等计算法。按照中国法律门户网，“所谓三代内的旁系血亲，是指从自己上溯至同一血缘的亲属，再向下数三代。”即包括表、堂兄弟姐妹。这也是最常见的解释。
然而根据中国政府官方网站引用的释义，婚姻法禁止结婚的血亲有两类：
1. 直系血亲。包括父亲、母亲、儿子、女儿、祖父、祖母、外祖父、外祖母、孙子、孙女、外孙、外孙女。
2. 三代以内旁系血亲。包括：
（1）同源于父母的兄弟姊妹（含同父异母、同母异父的兄弟姊妹）。即同一父母的子女之间不能结婚。
（2）不同辈的叔父、伯父、舅父、姑母、姨母、侄子、侄女、外甥、外甥女。

也就是说，表、堂兄弟姐妹结婚不在限制的范围内。但是同时该释义又说“我国的三代以内旁系血亲在罗马法为四亲等旁系血亲”，即包括表、堂兄弟姐妹。然而該釋義解釋稱「婚姻法中的血亲计算方法类似罗马法的计算法……『代』是连己身算在内，而罗马法不计在内」。按該段解釋，所謂三代以內旁系血親其實僅包括兄弟姐妹，即等同於羅馬法的二親等旁系血親；而1950年婚姻法所提及的「五代以內旁系血親」方等同於羅馬法的四親等以內旁系血親。
出现这种混乱的原因在于中華人民共和國的婚姻法使用“三代以内的旁系血亲”这个概念，但没有给出定义。
實際上，中華人民共和國的婚姻法使用的為教會法的計算法而非羅馬法的計算法，但是中華人民共和國的婚姻法的「代」是連己身算在內，而教會法的「親等」則不計己身在內，所以，所謂三代以內旁系血親等同於教會法的二親等以內旁系血親，也就是包括兄弟姐妹、叔伯姑姨舅、甥姪、堂表兄弟姐妹，所以在中華人民共和國，旁系血親禁止結婚的範圍也就是這些旁系血親，其他的旁系血親（例如：叔公與姪孫女、堂叔與堂姪女），就不在禁止結婚的範圍內了，因為這些是教會法的三親等旁系血親，也就是中華人民共和國的婚姻法的四代旁系血親，所以就可以結婚了。

## 血亲与婚姻

### 历史
中国西周以来禁止同姓结婚。唐朝同姓婚姻男女各判刑二年，宋朝“中表为婚，各杖一百，离之”，清代“凡同姓为婚者，各杖六十，离异”，末期改为禁止同宗结婚。然而這些法律並非歷朝都嚴格執行。漢朝時常有同姓結婚，例如王莽與妻子王氏（王訴的曾孫女）同姓，呂雉有一個妹妹嫁給呂平。中國歷史上表親結婚（尤其是姑表兄妹或姊弟婚）頗為常見，家翁、家婆的別稱「舅姑」也是源自表親婚姻，歷史上和文學作品中也常見表親婚姻，如漢武帝劉徹與首任皇后陈氏是表姊弟；《紅樓夢》男主角賈寶玉兩個可能跟他結為夫婦的女性都是他的表姊妹，林黛玉是他的姑表妹，薛寶釵是他的姨表姊。東漢之前除了同輩血親婚姻外，還有不同輩的血親婚姻，如漢惠帝娶外甥女张氏為皇后。 
古代某些國家的皇室為了保持血統的純正而有兄妹或姊弟結婚的習俗，例如古埃及。古代日本皇室血親婚姻也很常見，常有同父異母兄妹或姊弟通婚，也有不同輩分的血親通婚，並曾經規定皇后需出自皇族，自平安時代桓武天皇冊立非皇族出身的藤原乙牟漏為皇后才打破此規定，也成為後世所依循的成例。妃則需為四品以上的內親王。朝鮮半島方面，王氏高麗不少君主都娶近親為后妃，有同父異母姊妹、堂姊妹、姪女、外甥女等。
近代，由於性學文明與性知識普及，使血親性交與血親婚姻產生不同意義，而分別被探討。血親家人間即便不存在婚姻關係，也可能產生性行為。這種血親間性行為，被稱為亂倫或近親性交。

### 现代法律规定
目前，禁止直系血亲间结婚，已成为世界各国/地区立法的通例。但世界上各国及地区对旁系血亲通婚的规定不同。大体可以分为三类：（以下的親等均為羅馬法的親等而非教會法的親等，並且不計算己身在內）
1. 禁止二亲等旁系血亲间通婚，即和自己的兄弟姐妹（包括同父异母、同母异父）
  - 包括丹麥、德國、瑞士、奧地利、捷克、智利、阿根廷、澳大利亞、加拿大、芬蘭、澳門、泰國、馬來西亞、荷蘭、古巴、俄羅斯、瑞典、美國紐約州[5]
2. 禁止三亲等旁系血亲间通婚，即和自己的兄弟姐妹（包括同父异母、同母异父）、叔伯姑舅姨、甥侄子女
  - 包括英國、法國、巴西、愛爾蘭、西班牙、葡萄牙、義大利、匈牙利、秘魯、墨西哥、日本、香港、新加坡、紐西蘭、美國17個州[5]
3. 禁止四亲等（或更多）旁系血亲间通婚，即和自己的兄弟姐妹（包括同父异母、同母异父）、叔伯姑舅姨、甥侄子女、叔伯舅公、姑姨婆、甥侄孫子女、堂兄弟姐妹、表兄弟姐妹
  - 包括中國大陸（禁止堂兄弟姐妹、表兄弟姐妹，允許叔伯舅公、姑姨婆、甥侄孫子女）、台灣（六等親）、南韓（八等親）、北韓（八等親）、菲律賓、越南（六等親）、印度尼西亞（禁止叔伯舅公、姑姨婆、甥侄孫子女，允許堂兄弟姐妹、表兄弟姐妹）、烏茲別克、亞塞拜然、挪威（禁止堂兄弟姐妹、表兄弟姐妹，允許叔伯舅公、姑姨婆、甥侄孫子女）、比利時（禁止堂兄弟姐妹、表兄弟姐妹，允許叔伯舅公、姑姨婆、甥侄孫子女）、盧森堡（禁止堂兄弟姐妹、表兄弟姐妹，允許叔伯舅公、姑姨婆、甥侄孫子女）、烏克蘭（禁止堂兄弟姐妹、表兄弟姐妹，允許叔伯舅公、姑姨婆、甥侄孫子女）、希臘（六等親）、羅馬尼亞、保加利亞（五等親）、塞爾維亞（五等親）、克羅埃西亞、科索沃（五等親）、北馬其頓、波士尼亞與赫塞哥維納、蒙特內哥羅、美國32個州（其中5個州（俄亥俄州、田納西州、猶他州、華盛頓州、威斯康辛州）為五等親、2個州（肯塔基州、內華達州）為六等親）[3]

印度、尼泊爾、辛巴威這三個國家，禁止到幾親等旁系血親通婚，是依賴於宗教或文化。

### 现代法律规定的依据
1. 根据优生原理，夫妻如果血缘关系太近，容易将生理和精神上的缺陷遗传给下一代，贻害民族的健康，人口的素质及人类的发展。同时这也是对下一代的人权的侵犯（因为出生是不受意志支配的）。然而，目前並無科學證據指出五等親（含）以上的通婚有較高的機率發生遺傳疾病[8]，而且在許多國家，近親即使不打算生育、患有不孕症、或已經做過遺傳諮詢確認無遺傳疾病，也仍不可結婚。相反地，高齡產婦的健康風險和表親通婚相當，但卻合法。在一些國家，法律上不可結婚的近親若發生合意性交，並不違法，見近親性行為相關的法律，法國、比利時、盧森堡、西班牙、葡萄牙、荷蘭、義大利、土耳其、以色列、俄羅斯、烏克蘭、中國大陸、澳門、南韓、日本、泰國、印度、象牙海岸、巴西、阿根廷等地的法律都允許成年人或高於最低合法性行為年齡的人之間合意的近親性行為，至於成年人和未成年人或低於合法年齡者間的近親性行為，則多以性虐待之名認定為違法，但是，英國、德國、瑞士、奧地利、美國（羅德島州、紐澤西州除外）、加拿大、挪威、瑞典、臺灣、香港、北韓、越南、菲律賓、新加坡、馬來西亞、印度尼西亞、尼泊爾、賴比瑞亞、澳洲、紐西蘭、哥倫比亞、智利則有亂倫罪，也就是近親性交罪（日语：近親相姦罪），亦即近親發生合意性交會被判刑，但是，在這些國家，禁止結婚的近親並不一定禁止性交。例如在香港、愛爾蘭、紐西蘭，三等親以內禁止結婚，但只有二等親以內禁止性交；又如在台灣與希臘，六等親以內禁止結婚，但只有三等親以內禁止性交；又如在北韓，八等親以內禁止結婚，但只有四等親以內禁止性交；又如在美國的一些州，三等親或四等親以內禁止結婚，但只有二等親或三等親以內禁止性交（俄亥俄州的情況，五等親內禁止結婚，但只有父母與子女禁止性交，兄弟姊妹都可以性交）。不過，在英國（三等親以內禁止結婚）、越南（六等親以內禁止結婚）、菲律賓（四等親以內禁止結婚）、德國、瑞士、奧地利、挪威、瑞典、芬蘭、加拿大、智利、馬來西亞（均為二等親以內禁止結婚）等國家，以及美國的一些州（二等親以內禁止結婚如紐約州，三等親以內禁止結婚如佛羅里達州，四等親以內禁止結婚如亞利桑那州，五等親以內禁止結婚如威斯康辛州，六等親以內禁止結婚如內華達州），禁止結婚的近親也是禁止性交的。
2. 傳統文化的伦理道德的要求。近亲结婚違反了許多傳統文化，被認為是碍于社会善良风俗、悖于伦理教化。

## 血亲鉴定
从基因学的角度来说，有血亲关系的人拥有共同的基因，关系越近共同的基因越多。所以可以通过基因对比进行血亲关系的鉴定，其中最常见的是亲子鉴定，即鉴定两个人是否为亲生父母、子女关系。除此之外，旁系血亲，比如兄弟姐妹关系，也是可以鉴定的。

## 拟制血亲
拟制血亲包括由于抚养关系而形成的亲属关系，如养父母与养子女、养祖父母与养孙子女、继父母与继子女是直系姻亲，若被非血緣一方收養時，則成立擬制血親關係。养兄弟姐妹、继兄弟姐妹之间是拟制旁系血亲。
拟制血亲通常在继承遗产方面和血亲一样，而在婚姻问题上各国有不同的规定。中华人民共和国没有规定。大多数国家规定拟制直系血亲不可以结婚。拟制旁系血亲则在有的国家可以结婚，如美国大部分州、加拿大、古巴、中國大陸、日本、香港、德國等等；在有的国家则不可以，如台灣、南韓、英國、法國、愛爾蘭、澳洲、瑞士、羅馬尼亞、保加利亞。中華民國民法规定擬制血親所有法律效果與自然血親同。